# بول هيندميث
بول هيندميث (بالألمانية: Paul Hindemith)‏ (16 نوفمبر 1895 - 28 ديسمبر 1963) موسيقي ألماني نشط في النصف الأول من القرن العشرين، وهو أيضا مدرّس وشاعر وعازف كمان وقائد أوركسترا ومنظّر موسيقي.
ولد هيندميث في هاناو قرب فرانكفورت، وتعلم صغيرًا على الكمان، والتحق بالجيش الألماني لفترة عاد بعدها إلى فرانكفورت ليلتحق برباعية وترية هناك، ثم لينشئ عام 1921 «رباعية أمار».
في الثلاثينيات الميلادية من القرن العشرين، زار هيندميث القاهرة، كما زار أنقرة عدة مرات بدعوة من مصطفى كمال أتاتورك، وساهم في تطوير الموسيقى التركية، ويعد هيندميث بالنسبة لجيل من الموسيقيين الأتراك مُعلِّمًا بارزًا يحظى بتقدير واسع.
علاقة هيندميث بالنازيين ملتبسة، فرغم الاتهامات التي يواجهها بالتعاطف معهم، إلا أن موسيقاه أُدرجت، في الأدبيات النازية، ضمن «الفنون المنحطة» التي حاربها الرايخ الثالث، كما وصفه وزير الدعاية السياسية في عهد هتلر، يوزف غوبلز، في محفلٍ عام سنة 1934، بـ«صانع النشاز المزعج»، ويعتقد أن الأمران، إضافة إلى زوجته اليهودية، دفعت هيندميث للهجرة إلى سويسرا عام 1938، بعد سيطرة النازيين على مقاليد الأمور في ألمانيا.
عام 1940، هاجر الموسيقار الألماني إلى أميركا، حيث راح يتنقل بين جامعاتها وكلياتها محاضرًا وأستاذًا زائرًا، ومنها جامعة كورنيل وييل وبافالو، وهارفارد.
عام 1946، بات هيندميث مواطنًا أميركيًا، غير أنه عاد إلى موطنه الأصلي حيث استقر في زيورخ وواصل التدريس في جامعتها، كما واصل أعماله التي تركزت على تسجيل موسيقاه الخاصة، إضافة إلى الأعمال النظرية. وحصل عام 1962 على جائزة بلزان، وذلك قبل عام واحد من وفاته في فرانكفورت قريبًا من مسقط رأسه.

## روابط خارجية
- بول هيندميث على موقع IMDb (الإنجليزية)
- بول هيندميث على موقع الموسوعة البريطانية (الإنجليزية)
- بول هيندميث على موقع مونزينجر (الألمانية)
- بول هيندميث على موقع ألو سيني (الفرنسية)
- بول هيندميث على موقع ميوزك برينز (الإنجليزية)
- بول هيندميث على موقع أول موفي (الإنجليزية)
- بول هيندميث على موقع قاعدة بيانات الأفلام السويدية (السويدية)
- بول هيندميث على موقع إن إن دي بي (الإنجليزية)
- بول هيندميث على موقع أول ميوزيك (الإنجليزية)
- بول هيندميث على موقع ديسكوغز (الإنجليزية)